# 老查克
老查克（英語：LeChuck）是由電子遊戲製作人羅恩·吉伯特所創造、LucasArts公司發行的《猴島小英雄》冒險遊戲系列頭號反派角色。
較早期一些中文電腦遊戲雜誌另有以「李查克」作為音譯。

## 作品中的描述
在《猴島小英雄》作品中，老查克是個具備謀略野心、熟悉各種巫毒咒術、擁有不死之身的邪惡海盜船長。於首作《猴島的秘密》中，起初老查克是個強悍的海盜頭子，之後因拜倒遊戲系列女主角「伊蓮·瑪蕾」的美貌；而企圖前往猴島上，尋找該島嶼的秘密之物贏得她的芳心。隨後老查克雖在旅程上遭難喪生，但變成具有不死魔力的鬼船長。
之後因伊蓮與遊戲的主角──年輕海盜「蓋伯拉許·崔普伍德」慢慢熱戀起來，老查克便一直伺機想綁架伊蓮作為他的魔鬼新娘、並拆散她與蓋伯拉許的關係。
老查克於《猴島小英雄》系列中擁有鬼魂、殭屍海盜模樣等多種造型，並出現過多次雖被魔力毀滅身軀、但仍再次復活的情節。而在系列第五作《猴島傳說》中，也有老查克一度外貌回復成正常人類的橋段。

## 角色設計
老查克的設計靈感來自羅恩·吉伯特從提姆·鮑爾斯以海盜為題材、於1988年發表的小說《幽靈海》中，一些擅長使用巫毒術人物所獲得的啟發。而角色名稱中的「查克」（Chuck）則是來自當時LucasArts公司經理人史蒂夫‧阿諾德（Steve Arnold）的提議，他個人曾向羅恩·吉伯特表示能在遊戲中會有角色使用這個名字。
而十數年後，羅恩·吉伯特曾在個人網站Grumpy Gamer上，發表出對於由迪士尼發行的海盜主題電影《神鬼奇航2：加勒比海盜》裡頭出現的反派「深海閻王」之個人感想，他表示著深海閻王的造型不時讓他連想到老查克的模樣。

## 配音
從1997年作品《猴島的詛咒》起，老查克的配音皆由曾在電影《魔鬼終結者》系列1至3集中飾演犯罪心理學家「彼得·西爾伯曼博士」（Dr. Silberman）的演員厄爾·博恩擔任。
而在2009年第五作《猴島傳說》中老查克回復成人類身的段落曾改交由亞當‧漢靈頓（Adam Harrington）及凱文‧布萊克頓（Kevin Blackton ）等人負責，不過該橋段在DVD版的《猴島神話》發行時仍交由厄爾·博恩重新錄製配音。

## 反應
在一些電子遊戲網站的反派角色排名上，WhatCulture!把老查克列在百大遊戲反派的48名。在IGN百大遊戲反派排行中則是24名，IGN並在其它專欄上表示「老查克與伊蓮、蓋伯拉許之間堪稱為冒險遊戲界裡最有趣的組合」。而老查克於GamesRadar網站版本的百大遊戲反派高居第9名，評為「一個令人畏懼的惡魔、殭屍、幽靈海盜」。
另外在Complex的50大最酷的遊戲反派上，老查克則獲得第10名成績。而娛樂網站ScrewAttack則在2011年，將老查克臉上的鬍子模樣、列為電子遊戲界中最棒的鬍子造型，並表現「沒人能夠像他可以讓鬍子冒火」。